# Goransko Polje
Goransko Polje je naseljeno mjesto u općini Konjic, Federacija Bosne i Hercegovine, BiH.
Nalazi se u dolini Neretvice.

## Stanovništvo

### 1991.
Nacionalni sastav stanovništva 1991. godine, bio je sljedeći:
ukupno: 192
- Hrvati – 157
- Muslimani – 35

### 2013.
Nacionalni sastav stanovništva 2013. godine, bio je sljedeći:
ukupno: 56
- Bošnjaci – 47
- Hrvati – 9

## Vanjske poveznice
- Satelitska snimka  Arhivirana inačica izvorne stranice od 8. kolovoza 2020. (Wayback Machine)